# Uwaga! Do wszystkich posterunków...
"Uwaga! Do wszystkich posterunków..." (ros. Внимание! Всем постам…) – radziecki film kryminalny z 1985 roku w reż. Igora Wozniesienskiego.

## Opis fabuły
Były spadochroniarz Wiktor Kolcow, po zakończeniu służby wojskowej rozpoczyna w pracę w stołecznej milicji. Jest to zupełnie nietypowy milicjant – sympatyczny i pogodny, brak mu twardości typowej dla tego zawodu. W codziennej służbie, zawsze na pierwszym miejscu stawia dobro człowieka i gotów jest nieść pomoc innym. Spotkanego podczas patrolu, śpiącego na ławce w parku kryminalistę, który dopiero co po latach opuścił kolonię karną i nie ma się gdzie podziać, zabiera do własnego domu i udziela mu schronienia. Jego poczciwość przysparza mu w końcu poważnych kłopotów – zatrzymanemu, sprytnemu złodziejowi pozwala wykonać telefon za pomocą którego, używający szyfru przestępca uprzedza wspólników o niebezpieczeństwie, a następnie po obezwładnieniu Wiktora ucieka. Kiedy ważą się losy dalszej służby Wiktora, a i on sam myśli o odejściu, nieoczekiwanie podczas patrolu, na ulicy rozpoznaje niebezpiecznego, ściganego listem gończym przestępcę, którego obezwładnia pomimo ciężkiego zranienia nożem. W ostatniej scenie filmu, z orderem na milicyjnym mundurze, Wiktor znów patroluje ulice Moskwy.

## Główne role
- Andriej Rostocki – Wiktor Kolcow
- Anatolij Graczow – mjr Alieksiejewicz, szef Wiktora
- Wiera Sotnikowa – Lusia
- Andriej Martynow – sierż. Tichonia
- Gieorgij Jumatow – ojciec Wiktora
- Larisa Łużyna – matka Wiktora
- Anton Wozniesienski – brat Wiktora
- Jurij Nazarow – recydywista przygarnięty przez Wiktora
- Arnis Licitis – złodziej, który uciekł Wiktorowi